# Acker-Meier
Der Acker-Meier, auch Acker-Meister, (Asperula arvensis) ist eine Pflanzenart aus der Gattung Meier (Asperula). Dieses mediterrane Ackerwildkraut gilt in Mitteleuropa als durch die Intensivierung der Landwirtschaft ausgestorben.

## Beschreibung und Ökologie

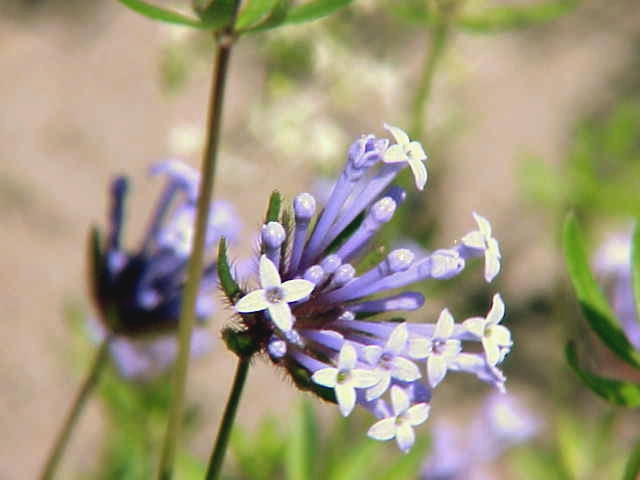
Endständiger Blütenstand mit vierzähligen Blüten

### Vegetative Merkmale
Die Keimung dieses Therophyten erfolgt im März bis April. Der Acker-Meier wächst als sommergrüne, einjährige, krautige Pflanze und erreicht Wuchshöhen von meist 10 bis 25, selten bis zu 50 Zentimeter. Der aufrechte, verzweigte Stängel ist kahl und besitzt an seiner Basis oft noch die zwei Keimblätter (Kotyledonen). Die Laubblätter stehen meist zu viert, im oberen Bereich des Stängels zu sechst bis acht in Wirteln zusammen. Die einfache Blattspreite ist lineal-lanzettlich und kahl, aber oberseits rau.

### Generative Merkmale
Die Blütezeit reicht von Mai bis August. Die Blüten stehen in endständigen büscheligen Blütenständen zusammen und sind von bewimperten Hochblättern umgeben. Die ungestielten, zwittrigen, vierzähligen Blüten weisen eine Länge von 5 bis 6 Millimetern auf. Die vier Kronblätter sind meist blau-violett bis hellblau, selten weiß. Die Kronröhre ist länger als die vier Kronzipfel.
Die braunen Teilfrüchte sind 2 bis 3 Millimeter groß.
Die Chromosomenzahl beträgt 2n = 22.

## Vorkommen
Ursprünglich kam der Acker-Meier in Mitteleuropa und im Mittelmeerraum vor. In Deutschland ist er schon für vorgeschichtliche Zeiten bei Ausgrabungen nachgewiesen, unter anderem auf der eisenzeitlichen Befestigungsanlage Glauberg. Durch die intensive Landwirtschaft ist er jedoch aus Mitteleuropa in der ersten Hälfte des 20. Jahrhunderts praktisch vollständig verschwunden. In Deutschland und Österreich steht der Acker-Meier daher auf der Roten Liste und gilt als ausgestorben oder verschollen. In Frankreich kommt der Acker-Meier selten vor. Im Mittelmeerraum, insbesondere in Spanien, Italien und Portugal, existieren jedoch noch Standorte. Hier ist er seit dem Neolithikum belegt. Auch in Nordafrika und im Nahen Osten ist der Acker-Meier noch präsent. Im Zuge der Auswanderung aus Europa war der Acker-Meier auch in den östlichen Teil des nordamerikanischen Kontinents und in den Ostteil Australiens gelangt, wo er heute noch vereinzelt gefunden wird.
Der Acker-Meier ist ein typisches Ackerunkraut, das vor allem auf Getreidefeldern, bisweilen auch auf Brachen und in Weinbergen wächst. Er gedeiht am besten auf kalk- und oft auch tonreichem Böden. Er kommt im Allgemeinen auf relativ warmen Standorten vor, wenngleich er in den Alpen auch noch in Höhenlagen über 1000 Metern anzutreffen ist. Die Pflanze ist in Mitteleuropa eine Charakterart des Caucalidion lappulae-Verbands.
Der Acker-Meier wird in Mitteleuropa vereinzelt in Gärten im Zuge privater Bemühungen zur Erhaltung der Pflanzenvielfalt gehalten.

## Systematik
Die Erstveröffentlichung von Asperula arvensis erfolgte 1753 durch Carl von Linné in Species Plantarum, Band 1, S. 103. Synonyme für Asperula arvensis L. sind Galium sherardiiflorum E.H.L.Krause und Galium arvense (L.) F.Herm.
Asperula arvensis gehört zur Sektion Asperula innerhalb der Gattung Asperula.

## Acker-Meier in Literatur und Geschichte
In einem später veröffentlichten Brief Ernst Haeckels an seine Eltern vom 8. Juli 1853 (29. Brief) berichtet Haeckel von einer Wanderung auf den Nikolausberg in der Nähe von Würzburg. Er schreibt, dort einen "niedlichen Waldmeister mit blauen Blüten" gesehen zu haben, den er auch mit dem botanischen Namen Asperula arvensis benennt.